# Gamergate

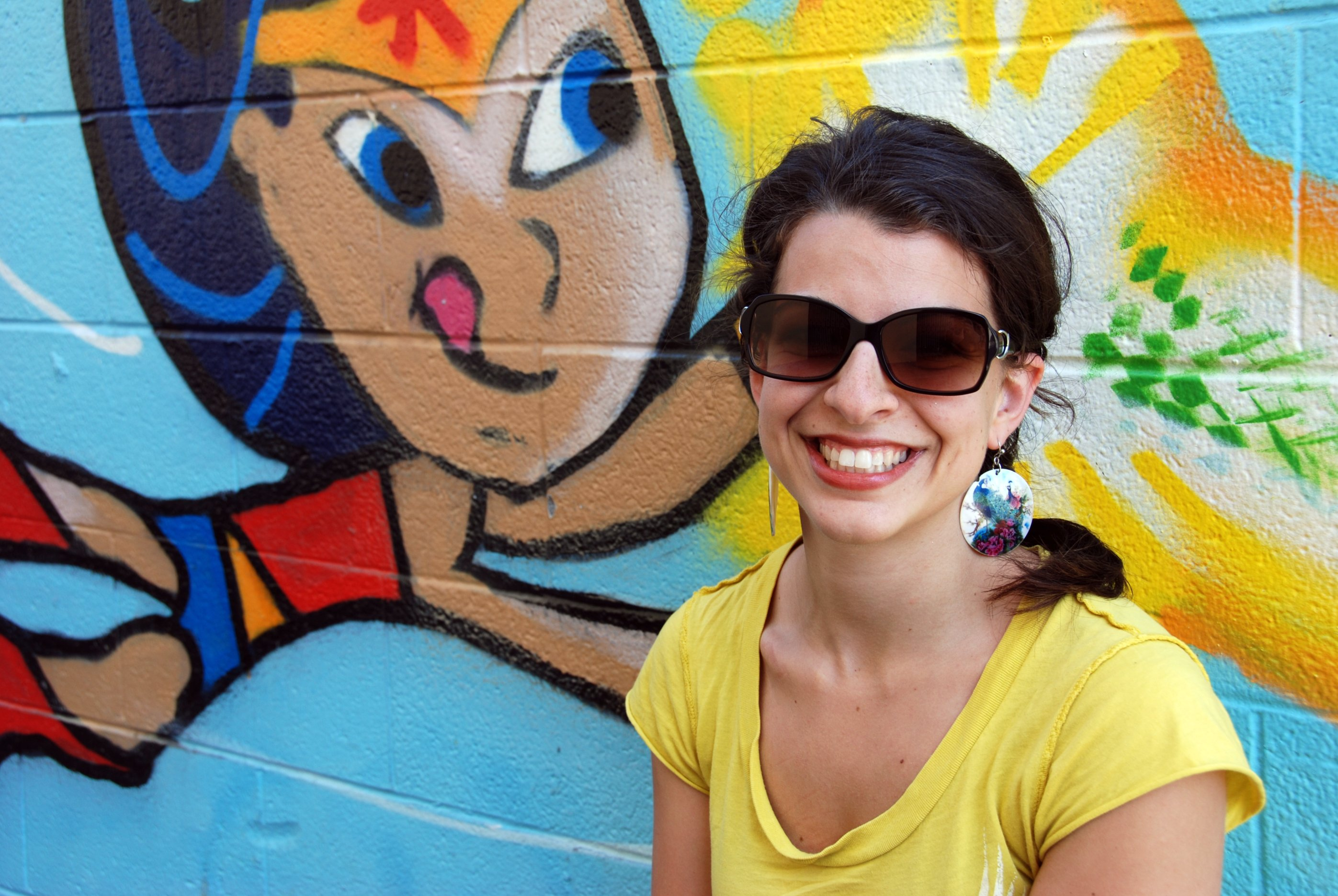
Feministe en mediacriticus Anita Sarkeesian (foto 2011) dook onder vanwege de bedreigingen aan haar adres.

Gamergate is de benaming voor een hetze op sociale media die vanaf 2014 werd gevoerd tegen feministische game developers en mediacritici.

## Aanleiding
Gamergate begon in augustus 2014. Het mikpunt van de campagne waren verschillende vrouwen, onder wie mediacriticus Anita Sarkeesian en videogameontwikkelaars Zoë Quinn en Brianna Wu. De controverse werd in gang gezet door een lang en negatief blogbericht van een ex-vriend van Quinn waarin hij haar ervan beschuldigde dat ze een relatie was begonnen met een games-journalist om positieve recensies te krijgen voor haar game Depression Quest. Hoewel deze beschuldiging ongefundeerd bleek te zijn, lokte zij verhitte internetdiscussies uit over enerzijds seksisme in videogames en anderzijds het vermeende voortrekken van progressieve en feministische ontwikkelaars in de games-journalistiek, en leidde zij tot een golf van uitingen van haat en bedreigingen aan het adres van de vrouwen die zich erin mengden.

### Online haatcampagne

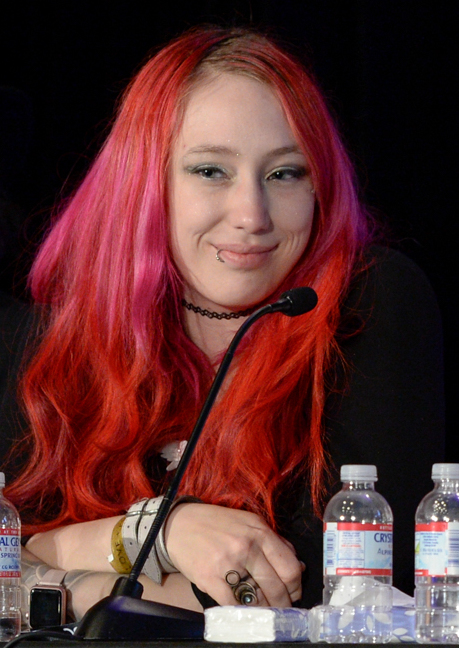
Videospelontwikkelaar Zoë Quinn werd het slachtoffer van een grote online haatcampagne.

Ondanks het gebrek aan een algemene organisatie, strategie of leiders waren er wel zeer gecoördineerde haatcampagnes tegen online figuren die zich uitspraken tegen misogynie, racisme en andere problematische tendensen in videogames. Deze haatcampagnes werden gecoördineerd op sites waar leden anoniem met elkaar konden communiceren, zoals 4Chan en Reddit. Veel van deze online haat, die vooral gericht was tegen feministische vrouwen, centreerde zich op Twitter. Volgens criminologe Michael Salter heeft Gamergate aangetoond dat het algoritme van Twitter dit soort haatcampagnes niet alleen toestaat, maar zelfs aanmoedigt.
De haatcampagne maakte gebruik van astroturfing, een methode waarbij een kleine groep mensen door middel van een zeer grote hoeveelheid anonieme accounts in een debat overheersen. Door de gigantische hoeveelheid haatberichten, die van zeer veel verschillende accounts kwamen, kon een kleine groep mensen zo zeer dominant worden op een paar socialemediaplatformen. Dit creëerde een gevaarlijk klimaat voor de slachtoffers van de haatcampagnes, die een hoop doodsbedreigingen kregen en soms bang waren voor hun eigen welzijn. Een zwarte vrouw die een feministisch getinte tweet plaatste werd gedoxed, ontslagen, kreeg doodsbedreigingen en bewerkte pornografische foto's van haar werden verspreid op het internet.
Een andere strategie bestond erin om valse accounts aan te maken voor zogezegde feministes en valse informatie of fake news te verspreiden. Veel van deze valse accounts plaatsten zeer extreme en slecht beargumenteerde berichten, die dan later door de aanhangers van de Gamergate-controverse gebruikt werden als argument voor hun online pestgedrag. Veel figuren die betrokken waren in de Gamergate affaire ontkennen dat zij zouden geparticipeerd hebben in een online haatcampagne. Met de 'Literally Who'-hashtag beweren zij dat er geen slachtoffers zouden zijn van de situatie. Veel bewijsmateriaal toont echter aan dat deze claim niet klopt.

### Radicalisering
Verschillende schrijvers hebben geprobeerd om de politieke motieven van Gamergate te achterhalen door de grote impact die de controverse heeft gehad. De consensus is bij velen dat de beweging een reactionaire reactie was tegen de plotse aanwezigheid van minderheden in een domein dat klassiek gedomineerd werd door een zeer selecte groep van jonge blanke mannen. Salter, een Amerikaanse criminoloog gespecialiseerd in online misdaden, stelde dat ondanks de vele pogingen van journalisten om alternatieve motivaties te zoeken de beweging enkel verklaard kan worden als een misogyne reactie op vrouwen in de gaming industry.
Volgens dokter Kathleen Bartzen Culver, professor in de media-ethiek aan de universiteit van Wisconsin, maakte de beweging enkel gebruik van een retoriek die geïnteresseerd was in journalistieke ethiek. In de praktijk was de beweging een diep reactionaire en misogyne reactie op populaire vrouwen in de videogame industrie en andere vrouwen, die zich tegen seksisme durfden uit te spreken. Ieder reëel punt dat ze konden hebben werd ondergraven door de hoeveelheid haat, waardoor de beweging gekarakteriseerd werd.
Volgens een hoop politieke analisten kwam er tijdens Gamergate een nieuwe generatie mannen tot stand, die zichzelf wilden profileren tegen wat zij percipieerden als een opkomende politieke correctheid. De Gamergate-affaire zou verantwoordelijk zijn voor een groepsgevoel bij de groep en een verdere ontwikkeling van de interne ideologie. Verscheidene extreemrechtse politieke groeperingen, zoals de Alt-Right en Incels, ontstonden in deze online omgeving. Centraal in deze politieke bewegingen is het idee dat een kleine groep minderheden (vrouwen, de LGBTQ+-gemeenschap, immigranten, progressieven) allerlei apolitieke onderwerpen willen politiseren en dat niets meer mag door een opkomende politieke correctheid. Critici stellen dat veel van wat deze groepen percipiëren als een aanval van linkse beweging neerkomt op een correctie van verouderde en vaak problematische stereotypes.

## Gevolgen
De Gamergate-controverse heeft een grote impact gehad op het politiek landschap van de 21ste eeuw. Veel latere online haatcampagnes hebben zich gebaseerd op de tactieken van Gamergate en 'politieke correctheid' is een belangrijk punt van internationale politieke discussie geworden.

### Alt-Right en Nieuw Rechts
Veel figuren die een informele leidersrol op zich namen tijdens de Gamergate-affaire, zoals Milo Yiannopoulos, werden daarna leidende figuren in de Alt-Right, een extreemrechtse beweging die zijn hoogtepunt bereikte in 2016. De Alt-Right heeft geen consistente ideologie, maar bevat elementen van libertarisme, etnisch nationalisme, conservatisme, sociaal darwinisme, blanke suprematie en zelfs neonazisme. Deze veel extremere meningen maakten gebruik van deze tactieken en retoriek als Gamergate door zichzelf te profileren als slachtoffers van politieke correctheid.
Doordat dezelfde socialemedia-accounts op een paar jaar tijd waren geëvolueerd van filmpjes over videogames, naar Gamergate en ten slotte de Alt-Right zijn experts ervan overtuigd dat Gamergate de perfecte voedingsbodem was voor de radicalisering van veel jonge mannen. De algoritmes van veel sociale media, zoals YouTube en Twitter, hebben hier volgens experts ook een grote rol in gespeeld. YouTube zou kijkers steeds controversiëlere video's aanraden, die te maken hebben met de onderwerpen van eerdere video's. Zo kregen consumenten langzaam meer extreme video's te zien. Experts verwijzen naar dit fenomeen als 'de Alt-Right pipeline.'

### Wikipedia
Ook (de Engelstalige) Wikipedia kreeg de gevolgen van Gamergate te verduren toen de controverse zich voortzette op het artikel over de affaire aldaar. Na ingrijpen van oprichter Jimmy Wales werd de Arbitration Committee op de zaak gezet. Toen deze echter voorstelde om alle feministisch georiënteerde deelnemers te verbannen "van elk onderwerp dat van ver of van dichtbij te maken heeft met gender of seksualiteit," werd Wikipedia zelf mikpunt van externe kritiek.
In 2015 belandde het woord social justice warrior ('strijder voor sociale gerechtigheid') in de Oxford English Dictionary als denigrerende term voor linkse activisten, gebruikt door onder anderen Gamergate-aanhangers en de alt-right.